# 충열도
"충열도"(忠烈道)는 한국, 홍콩에서 제작된 오우삼 감독의 1977년 액션 영화이다. 모영 등이 주연으로 출연하였고 박종찬 등이 제작에 참여하였다.

## 출연

### 주연
- 모영
- 왕래
- 조웅
- 홍금보
- 양위
- 한영걸

### 조연
- 진봉진
- 김기주
- 최일
- 김경란
- 권일수
- 양춘
- 조학자
- 전숙
- 정미경
- 추봉
- 홍성중

## 기타
- 제작부장: 이원호
- 조명: 오상훈
- 조명: 이성도
- 스틸: 최승하
- 조연출: 정진균
- 미술: 송백규
- 무술지도: 홍금보
- 분장: 이경려
- 의상: 이해윤
- 소품: 박채용
- 효과: 손효신